# Bourbon Margit navarrai királyné
Bourbon Margit (1211 – Provins, Franciaország, 1256. április 12.) I. Theobald navarrai király felesége

## Családja
VIII. (Bourbon) Archambaud champagne-i gróf és első hitvese, Forez-i Alíz egyetlen gyermeke. A szülők 1205-ben házasodtak össze.
Apai nagyszülei: II. (Dampierre) Guy (Bourbon és Montluçon ura) és Bourbon Matild francia nemeshölgy.
Miután Alíz meghalt, özvegye ismét megnősült, hogy végre fia szülessen, aki majdan apja örökébe léphet tartománya élén. A gróf második hitvese Montluçon-i Beatrix lett, aki két fiút és két leányt szült férjének.
Margit féltestvérei:
- Archambaud (? – 1249. január 15.), a későbbi IX. Archambaud champagne-i gróf, aki I. Jolánta nevers-i grófnőt vette nőül. Frigyükből két leánygyermek jött világra, Matilda és Ágnes.

- Vilmos, Beçay ura

- Mária (1220–1274), aki 1240-ben hozzáment a 25 éves I. (Dreux) János braine-i grófhoz. Kilenc évig tartó házasságukból két örökös született, Róbert és Jolánta.

- Beatrix, aki VI. Beraud mercœur-i herceg hitvese lett.

## Élete
Margit 1232-ben nőül ment az akkor körülbelül 31 éves I. (Champagne) Theobald navarrai királyhoz, akinek ő már a harmadik felesége volt, mivel az elsőtől, Dagsburgi Getrúd metz-i grófnőtől 1222-ben elvált, a második hitvese, Beaujeu-i Ágnes francia nemeshölgy pedig 1231-ben elhunyt. A királynak sürgősen fiúörököst kellett nemzenie, mivel addig csak egy leánya született Ágnestől, Blanka királyi hercegnő, 1226-ban.
Margit összesen hat gyermekkel ajándékozta meg hitvesét frigyük 21 éve során:
- Eleonóra (1233-ban született, de korán meghalt, nyilván valamilyen gyermekbetegség következtében)

- Péter (?–1265)

- Margit (?–?), ő 1255-ben hozzáment a 17 esztendős III. (Metz) Frigyes lotaringiai herceghez. Házasságukból nyolc gyermek jött világra, Theobald, Mátyás, Frigyes, Frederik, Gerhárd, Izabella, Katalin és Ágnes.

- Theobald (1238 körül – 1270. december 4.), ő lett 1253-ban II. Theobald néven Navarra következő királya, aki 1255. április 6-án feleségül vette a 14 esztendős Capet Izabella francia királyi hercegnőt. Frigyük 15 és fél évig tartott, ám gyermek nem származott belőle.

- Beatrix (1242 körül – 1295), ő 1258-ban nőül ment a 45 esztendős, özvegy és ötgyermekes IV. Hugó burgundiai herceghez. Frigyük 14 éve alatt öt gyermekük jött világra, Hugó, Margit, Johanna, Beatrix és Izabella.

- Henrik (1244 körül – 1274. július 22.), aki I. Henrik néven lépett Navarra trónjára 1270-ben. 1269-ben vette nőül a 21 éves Artois-i Blanka grófnőt, akitől frigyük öt éve során egy fia és egy leánya született, Theobald és Johanna. Theobald 1273-ban halt meg, az estellai kastély ostroma közben. Miután Henriknek már nem maradt ideje újabb fiút nemzeni Blankának, hiszen az uralkodó 1274-ben elhunyt, így a navarrai korona első számú örököse az akkor csupán másfél éves Johanna hercegnő, a királyság régense pedig az özvegy Blanka anyakirályné lett. 1284. augusztus 16-án a 11 és fél éves ifjú királynő, I. Johanna hozzáment a francia trónörököshöz, a 16 éves leendő IV. (Capet) Fülöp királyhoz.

Miután Margit 1253-ban megözvegyült, kiskorú fia, az új király, II. Theobald nevében, I. Jakab aragóniai király támogatásával kormányzott régensként, míg a gyermek el nem érte a 18 éves kort. Az asszony 1256-ban, körülbelül 45 éves korában hunyt el, a franciaországi Provins városában. Végső nyughelye Clairval lett. 